# ساری‌درق (گرمی)
ساری‌درق یک روستا در ایران است که در دهستان انی واقع شده‌است. ساری‌درق ۱۶۲ نفر جمعیت دارد.